# Kono (langue de Sierra Leone)
Pour les articles homonymes, voir Kono.
Ne doit pas être confondu avec kono (langue de Guinée).
Le kono ou konnoh (autonyme : Kɔnɔ) est une langue mandée parlée en Sierra Leone, à ne pas confondre avec le kono parlé au sud-est de la Guinée.

## Caractéristiques
Le kono fait partie du groupe des langues vaï-kono dans la branche des langues mandées de la famille des langues nigéro-congolaises, mais n'est pas intelligible avec le vaï.

### Dialectes
Le kono possède les dialectes du kono septentrional (aussi appelé sando), et du kono central (aussi appelé fiama, gbane, gbane kando, gbense, gorama kono, kamara, lei, mafindo, nimi koro, nimi yama, penguia, soa, tankoro, toli), qui présentent des différences mineures.

## Utilisation
Le kono est parlé par 341 000 personnes, dont 316 000 comme langue maternelle en 2019 et 25 000 comme langue seconde en 1981.
Il est utilisé principalement dans la Province orientale (ouest et centre du district de Kono et Province septentrionale et dans la Province septentrionale (district de Koinadugu (en), au sud de la rivière Bagbe).